# Bravery, Repetition and Noise
Bravery Repetition and Noise je osmé studiové album americké psychedelicko-rockové kapely The Brian Jonestown Massacre, které vyšlo v roce 2001.

## Autorství a produkce
Všechny písně na albu napsal leader kapely Anton Newcombe, kromě písně "Sailor", která patří kapele The Cryan' Shames. Album produkoval Anton Newcombe s přispěním Courtney Taylora.

## Obsah
Na přední straně obalu je zachycen americký režisér Jim Jarmusch.

## Seznam písní
1. "Just for Today" – 4:18
2. "Telegram" – 2:33
3. "Stolen" – 1:30
4. "Open Heart Surgery" – 4:19
5. "Nevertheless" – 3:32
6. "Sailor" – 3:43
7. "You Have Been Disconnected" – 3:24
8. "Leave Nothing for Sancho" – 2:56
9. "Let Me Stand Next to Your Flower" – 4:55
10. "If I Love You?" – 2:31
11. "(I Love You) Always" – 3:29
12. "If I Love You? (New European Gold Standard Secret Babylonian Brotherhood Cinema Mix)" – 6:19

## Obsazení
The Brian Jonestown Massacre
- Anton Newcombe –zpěv, kytara, basa, moog, mellotron, klávesy, bicí, dechy
- Jeffrey Davies – kytara, klávesy, fuzz, zpěv
- Rob Campanella – hamondky, mandolína, akustická kytara
- Frankie Emerson – kytara
- Hunter Crowley – bicí
- David Koenig – basa
- Bobby Hecksher – kytara
- James Ambrose – zpěv, kytara
- Raymond Richards – pedal steel guitar
- Jeff Levitz – kytara
- Mara Keagle – zpěv
- Raugust – flétna

Technical personnel
- Courtney Taylor - dodatečný mix
- Mark Chelek - audio mastering